# Lagedi
Lagedi is een plaats in de Estlandse gemeente Rae, provincie Harjumaa. De plaats heeft de status van vlek (Estisch: alevik).

## Bevolking
De plaats had 953 inwoners op 31 december 2011 en 1027 inwoners op 31 december 2021.

## Ligging
Lagedi heeft een station aan de spoorlijn Tallinn - Narva. Lagedi is tevens het beginpunt van een goederenspoorlijn naar de haven van Muuga. 